# یوسف (فیلم)
یوسف (انگلیسی: Joseph) یک تله‌فیلم در ژانر درام به کارگردانی راجر یانگ است که در سال ۱۹۹۵ منتشر شد. این فیلم روایت زندگی یوسف و محصول مشترک آلمان، ایتالیا و آمریکا است.

## بازیگران
- بن کینگزلی
- مارتین لاندو
- لزلی ان وارن
- آلیس کریج
- دومینیک سندا
- وارن کلارک
- مونیکا بلوچی
- استفانو دیونیسی
- والریا کاوالی
- رناتو اسکارپا
- تیموتی بیتسون
- ندیم صوالحه
- گابریل تامسون
- الیور کاتن
- جیمی گلاور